# Limonius definitus
Limonius definitus là một loài bọ cánh cứng trong họ Elateridae. Loài này được Ziegler miêu tả khoa học năm 1845.